# The Scarlet Car
Pour plus de détails, voir Fiche technique et Distribution.
The Scarlet Car (La Voiture rouge, titre vidéo) est un film muet américain réalisé par Joseph De Grasse et sorti en 1917. il est adapté d'un roman de Richard Harding Davis, The Scarlet Car, sorti en 1907. En 1923, Stuart Paton a également adapté ce livre au cinéma, sous le même titre, mais ce film est aujourd'hui perdu.

## Synopsis
Le caissier Paul Revere Forbes découvre que Cyrus Peabody, le président de la banque où il travaille, a détourné, avec la complicité de son fils Ernest, une somme de 35 000 dollars. Quand il menace de les dénoncer, les Peabody tuent Forbes et chargent un complice de se débarrasser du corps. Mais ce dernier a un accident et Paul, qui a survécu mais a perdu la mémoire, s'éloigne en direction du désert. Certains que leur complice avait exécuté sa tâche avant son embardée fatale, Peabody père et fils accusent le disparu d'être parti avec l'argent.
Mais Beatrice, la fille de Paul, et son fiancé Billy, un bon à rien qui s'est ressaisi, veillent au grain...

## Fiche technique
- Réalisation : Joseph De Grasse
- Scénario : William Parker, d'après le roman The Scarlet Car de Richard Harding Davis, illustrations par Frederic Dor Steele, Charles Scribner's Sons, 1907, New York, 166 p.
- Chef-opérateur : King D. Gray
- Production et distribution : Universal Manufacturing Company (sous le nom de Bluebird Photoplays)
- Distribution DVD France : Bach Films
- Durée : 50 minutes
- Dates de sortie :
  - États-Unis : 1er septembre 1917
  - France : 19 octobre 2010 (DVD)

## Distribution
- Franklyn Farnum : William "Billy" Winthrop, un bon à rien dont le père est endetté, qui se ressaisit, l'aide et aide sa fiancée
- Edith Johnson : Beatrice Forbes, la fille de Paul, qui l'aime
- Lon Chaney : Paul Revere Forbes, le caissier de la banque Peabody, qui découvre des détournements de fonds de ses patrons
- Sam De Grasse : Ernest Peabody, le fils du président de la banque, complice de son père
- Howard Crampton : Cyrus Peabody, son père, le président escroc de la banque
- Al W. Filson : Samuel Winthrop, le père endetté de Billy
- Jack Filson : Phil Hastings
- Lon Poff : un policier
- Harry Tenbrook : le bagarreur
- Lule Warrenton : Mrs. Peabody